# Van Gogh (film, 1991)
Van Gogh je francouzský hraný film z roku 1991, který režíroval Maurice Pialat podle vlastního scénáře. Životopisný film zachycuje posledních 67 dnů života postimpresionistického malíře Vincenta van Gogha. Snímek měl světovou premiéru na filmovém festivalu v Cannes.

## Děj
V roce 1890 přijíždí Vincent van Gogh do Auvers-sur-Oise, kde se léčí u doktora Gacheta. Přestože je malíř na vrcholu svého umění, jeho psychický stav se zhoršuje. Často je pod vlivem absintu a jeho vztahy se ženami jsou velmi komplikované. Představuje si milostný příběh s Marguerite, dcerou doktora Gacheta. Vytvoří tak několik obrazů s mladou ženou – Marguerite Gachet u klavíru či Mademoiselle Gachet v její zahradě v Auvers-sur-Oise.

## Obsazení
| Jacques Dutronc  | Vincent van Gogh                   |
| Alexandra London | Marguerite Clémentine Élisa Gachet |
| Bernard Le Coq   | Théo van Gogh                      |
| Gérard Séty      | Paul Gachet                        |
| Corinne Bourdon  | Johanna van Gogh                   |
| Elsa Zylberstein | Cathy                              |
| Leslie Azzoulai  | Adeline Ravoux                     |
| Chantal Barbarit | paní Chevalierová                  |
| Jacques Vidal    | pan Ravoux                         |
| Frédéric Bonpart | La mouche                          |
| Lise Lamétrie    | paní Ravouxová                     |
| Christian Maes   | harmonikář                         |
| Gilbert Pignol   | Gilbert                            |

## Ocenění
- César: nejlepší herec (Jacques Dutronc); nominace v kategoriích nejlepší film, nejlepší režie (Maurice Pialat), nejlepší herec ve vedlejší roli (Gérard Séty a Bernard Le Coq), nejlepší kamera (Gilles Henry a Emmanuel Machuel), nejlepší původní scénář nebo adaptace (Maurice Pialat), nejslibnější herečka (Elsa Zylberstein a Alexandra London), nejlepší kostýmy (Édith Vespérini), nejlepší výprava (Philippe Pallut a Katia Wyszkop) a nejlepší zvuk (Jean-Pierre Duret a François Groult)
- Cena Michela Simona pro nejlepší herečku (Elsa Zylberstein)
- Masque et la Plume: cena diváků